# Adam Friedrich Oeser
Adam Friedrich Oeser (17. února 1717 Bratislava – 18. března 1799 Lipsko) byl německý malíř a sochař. Pracoval a studoval v Bratislavě (student Georga Raphaela Donnera) a ve Vídni na Vídeňské akademii malířství. V roce 1739 odešel do Drážďan, kde maloval portréty, scény pro královskou operu a nástěnné malby na hradě Hubertsburg (1749). Následně v roce 1759 odešel do Lipska a v roce 1764 se stal ředitelem tamní nově založené akademie.
Je kupříkladu autorem oltářních obrazů ve Velkém evangelickém kostele v Bratislavě či v Ježíšově kostele v Těšíně.
Byla po něm pojmenována ulice v bratislavském podhradí (Oeserova).
Oeser je pohřben na Starém svatojánském hřbitově v Lipsku.